# Shanghai Open 2004 - Qualificazioni singolare
Le qualificazioni del singolare  dello  Shanghai Open 2004 sono state un torneo di tennis preliminare per accedere alla fase finale della manifestazione. I vincitori dell'ultimo turno sono entrati di diritto nel tabellone principale. In caso di ritiro di uno o più giocatori aventi diritto a questi sono subentrati i lucky loser, ossia i giocatori che hanno perso nell'ultimo turno ma che avevano una classifica più alta rispetto agli altri partecipanti che avevano comunque perso nel turno finale.
Le qualificazioni del torneo Shanghai Open 2004 prevedevano 32 partecipanti di cui 4 sono entrati nel tabellone principale.

## Teste di serie
1. Björn Phau (Qualificato)
2. Édouard Roger-Vasselin (Qualificato)
3. Melle Van Gemerden (Qualificato)
4. Yu Jr. Wang (secondo turno)

1. Nathan Healey (ultimo turno)
2. Ivo Klec (Qualificato)
3. Vadim Davletšin (ultimo turno)
4. Seung-Hoon Lee (ultimo turno)

## Qualificati
1. Björn Phau
2. Édouard Roger-Vasselin

1. Melle Van Gemerden
2. Ivo Klec

## Tabellone

### Legenda
| - Q = Qualificato - WC = Wild card - LL = Lucky loser | - ALT = Alternate - SE = Special Exempt - PR = Protected Ranking | - w/o = Walkover - r = Ritirato - d = Squalificato |

### Sezione 1
|  | Primo turno    | Primo turno    | Primo turno    | Primo turno | Primo turno |  |  | Secondo turno | Secondo turno  | Secondo turno  | Secondo turno  | Secondo turno  |   |   | Ultimo turno | Ultimo turno | Ultimo turno | Ultimo turno | Ultimo turno |  |
|  |                |                |                |             |             |  |  |               |                |                |                |                |   |   |              |              |              |              |              |  |
|  |                |                |                |             |             |  |  |               |                |                |                |                |   |   |              |              |              |              |              |  |
|  |                |                |                |             |             |  |  | 1             | Björn Phau     | Björn Phau     | 6              | 6              |   |   |              |              |              |              |              |  |
|  | Travis Parrott | Travis Parrott | Travis Parrott | 6           | 6           |  |  |               | Travis Parrott | Travis Parrott | 2              | 4              |   |   |              |              |              |              |              |  |
|  | Long-Chao Zhou | Long-Chao Zhou | Long-Chao Zhou | 1           | 3           |  |  |               |                |                |                |                |   |   | 1            | Björn Phau   | Björn Phau   | 6            | 6            |  |
|  | Peng Sun       | Peng Sun       | Peng Sun       | 6           | 6           |  |  |               |                | 8              | Seung-Hoon Lee | Seung-Hoon Lee | 2 | 2 |              |              |              |              |              |  |
|  | Xiang Li       | Xiang Li       | Xiang Li       | 2           | 1           |  |  |               | Peng Sun       | 6              | 4              | 5              |   |   |              |              |              |              |              |  |
|  |                |                |                |             |             |  |  | 8             | Seung-Hoon Lee | 4              | 6              | 7              |   |   |              |              |              |              |              |  |
|  |                |                |                |             |             |  |  |               |                |                |                |                |   |   |              |              |              |              |              |  |

### Sezione 2
|  | Primo turno      | Primo turno      | Primo turno      | Primo turno | Primo turno |  |  | Secondo turno | Secondo turno          | Secondo turno          | Secondo turno   | Secondo turno   |   |   | Ultimo turno | Ultimo turno           | Ultimo turno           | Ultimo turno | Ultimo turno |  |
|  |                  |                  |                  |             |             |  |  |               |                        |                        |                 |                 |   |   |              |                        |                        |              |              |  |
|  |                  |                  |                  |             |             |  |  |               |                        |                        |                 |                 |   |   |              |                        |                        |              |              |  |
|  |                  |                  |                  |             |             |  |  | 2             | Édouard Roger-Vasselin | Édouard Roger-Vasselin | 6               | 6               |   |   |              |                        |                        |              |              |  |
|  | Li Zhe           | Li Zhe           | Li Zhe           | 6           | 6           |  |  |               | Li Zhe                 | Li Zhe                 | 1               | 1               |   |   |              |                        |                        |              |              |  |
|  | Akihiro Nakagawa | Akihiro Nakagawa | Akihiro Nakagawa | 0           | 2           |  |  |               |                        |                        |                 |                 |   |   | 2            | Édouard Roger-Vasselin | Édouard Roger-Vasselin | 7            | 7            |  |
|  | Rick Leach       | Rick Leach       | Rick Leach       | 6           | 6           |  |  |               |                        | 7                      | Vadim Davletšin | Vadim Davletšin | 5 | 5 |              |                        |                        |              |              |  |
|  | Xiao-Long Yin    | Xiao-Long Yin    | Xiao-Long Yin    | 1           | 2           |  |  |               | Rick Leach             | Rick Leach             | 2               | 5               |   |   |              |                        |                        |              |              |  |
|  |                  |                  |                  |             |             |  |  | 7             | Vadim Davletšin        | Vadim Davletšin        | 6               | 7               |   |   |              |                        |                        |              |              |  |
|  |                  |                  |                  |             |             |  |  |               |                        |                        |                 |                 |   |   |              |                        |                        |              |              |  |

### Sezione 3
|  | Primo turno   | Primo turno   | Primo turno   | Primo turno | Primo turno |  |  | Secondo turno | Secondo turno      | Secondo turno      | Secondo turno | Secondo turno |   |    | Ultimo turno | Ultimo turno       | Ultimo turno       | Ultimo turno | Ultimo turno |  |
|  |               |               |               |             |             |  |  |               |                    |                    |               |               |   |    |              |                    |                    |              |              |  |
|  |               |               |               |             |             |  |  |               |                    |                    |               |               |   |    |              |                    |                    |              |              |  |
|  |               |               |               |             |             |  |  | 3             | Melle Van Gemerden | Melle Van Gemerden | 7             | 6             |   |    |              |                    |                    |              |              |  |
|  | Pavel Lobanov | Pavel Lobanov | Pavel Lobanov | 6           | 6           |  |  |               | Pavel Lobanov      | Pavel Lobanov      | 5             | 2             |   |    |              |                    |                    |              |              |  |
|  | Paul Hanley   | Paul Hanley   | Paul Hanley   | 2           | 3           |  |  |               |                    |                    |               |               |   |    | 3            | Melle Van Gemerden | Melle Van Gemerden | 6            | 7            |  |
|  |               |               |               |             |             |  |  |               |                    | 5                  | Nathan Healey | Nathan Healey | 3 | 64 |              |                    |                    |              |              |  |
|  |               |               |               |             |             |  |  |               | Hiroshi Kawase     | Hiroshi Kawase     | 0             | 2             |   |    |              |                    |                    |              |              |  |
|  |               |               |               |             |             |  |  | 5             | Nathan Healey      | Nathan Healey      | 6             | 6             |   |    |              |                    |                    |              |              |  |
|  |               |               |               |             |             |  |  |               |                    |                    |               |               |   |    |              |                    |                    |              |              |  |

### Sezione 4
|  | Primo turno   | Primo turno   | Primo turno   | Primo turno | Primo turno |  |  | Secondo turno | Secondo turno | Secondo turno | Secondo turno | Secondo turno |          |     | Ultimo turno | Ultimo turno  | Ultimo turno  | Ultimo turno  | Ultimo turno |  |
|  |               |               |               |             |             |  |  |               |               |               |               |               |          |     |              |               |               |               |              |  |
|  |               |               |               |             |             |  |  |               |               |               |               |               |          |     |              |               |               |               |              |  |
|  |               |               |               |             |             |  |  | 4             | Yu Jr. Wang   | Yu Jr. Wang   | Yu Jr. Wang   |               |          |     |              |               |               |               |              |  |
|  | Robbie Koenig | Robbie Koenig | Robbie Koenig | 6           | 6           |  |  |               | Robbie Koenig | Robbie Koenig | Robbie Koenig | W-O           |          |     |              |               |               |               |              |  |
|  | Yi-Ning Wang  | Yi-Ning Wang  | Yi-Ning Wang  | 0           | 2           |  |  |               |               |               |               |               |          |     |              | Robbie Koenig | Robbie Koenig | Robbie Koenig |              |  |
|  | Jun Kato      | Jun Kato      | Jun Kato      | 6           | 6           |  |  |               |               | 6             | Ivo Klec      | Ivo Klec      | Ivo Klec | W-O |              |               |               |               |              |  |
|  | Bunya Ozaki   | Bunya Ozaki   | Bunya Ozaki   | 2           | 4           |  |  |               | Jun Kato      | Jun Kato      | 1             | 4             |          |     |              |               |               |               |              |  |
|  |               |               |               |             |             |  |  | 6             | Ivo Klec      | Ivo Klec      | 6             | 6             |          |     |              |               |               |               |              |  |
|  |               |               |               |             |             |  |  |               |               |               |               |               |          |     |              |               |               |               |              |  |